# Махадзе, Гулизар Нуриевна
Гулизар Нуриевна Махадзе (1925 год, село Чайсубани, Аджарская АССР, ССР Грузия — 20 августа 1972 года, село Бобоквати, Кобулетский район, Аджарская АССР, Грузинская ССР) — колхозница колхоза имени Молотова Кобулетского района, Аджарская АССР, Грузинская ССР. Герой Социалистического Труда (1950).

## Биография
Родилась в 1925 году в крестьянской семье в селе Чайсубани. Окончила местную сельскую школу. Трудовую деятельность начал в годы Великой Отечественной войны в местном колхозе. После замужества переехала в село Бобоквати, где в послевоенные годы трудилась на чайной плантации колхоза имени Молотова (с 1957 года — колхоз села Бобоквати) Кобулетского района. Председателем этого колхоза был Леван Александрович Цулукидзе.
В 1949 году собрала 6499 килограммов сортового зелёного чайного листа на участке площадью 0.5 гектара. Указом Президиума Верховного Совета СССР от 19 июля 1950 года удостоена звания Героя Социалистического Труда за «получение высоких урожаев сортового зелёного чайного листа и цитрусовых плодов в 1949 году» с вручением ордена Ленина и золотой медали «Серп и Молот» (№ 5228).
Этим же указом званием Героя Социалистического Труда была награждена труженица колхоза имени Молотова Кобулетского района колхозник Юсуп Ильясович Концелидзе.
Трудилась в колхозе до своей кончины в августе 1972 года.